# Calchaquí
I Calchaquí sono un ramo appartenente alla tribù principale argentina dei Diaguitas. Popolo di cultura avanzata, dovettero venire meno alla loro indole pacifica quando, nel 1561, Juan Calchaquí (da cui il nome della tribù) li guidò alla difesa delle proprie terre, armati di asce di pietra, archi e frecce; l'impresa terminò con esiti negativi nel 1565, anno in cui i conquistadores li vinsero e li distribuirono in tutto il Paese al fine di evitare eventuali ribellioni.

## Aspetto e vestiario
Gli appartenenti al gruppo dei Calchaquí erano di alta statura, corporatura robusta e pelle chiara. Generalmente indossavano tuniche di lana tessuta e i ponchos, ricamati in lane di diversi colori. Portavano ai piedi sandali in cuoio e taluni coprivano la testa con cappelli e paraorecchi di lana. Usavano come ornamenti fasce, orecchini, spille e collane colorate o in osso, piume e metallo.

## Civiltà
Erano ottimi fabbri, lavoravano oro, argento e rame, producevano vasellame in ceramica di ottima qualità anche sotto un punto di vista artistico, le cui funzioni andavano dall'uso quotidiano all'impiego come urne funerarie. Praticavano inoltre l'agricoltura (mais, zucca, fagioli, quinoa) e l'allevamento di lama, di cui si servivano per la pelliccia, la carne e il trasporto. Raccoglievano carruba, con la quale producevano specialmente bevande alcoliche quali patai e alhoja. 
Per quanto riguarda le abitazioni, erano in genere costruite in pietra, a secco, con forma quadrangolare, il cui tetto era coperto di fango o di fango e paglia. La città era situata in punti difficilmente accessibili e protetta da fortezze.
Le loro forme d'arte includevano la pittura, la danza e la musica; gli strumenti principali erano tamburo, corno e flauto.
Erano poligami, ma questa pratica era collegata alle entrate del marito e al suo grado sociale. Di fatto, praticavano la poligamia principalmente i curaca a capo dei clan o dei gruppi di famiglie in cui la società era divisa, chiamati ayllu .

## Religione
Adoravano il Sole e le forze della natura, in special modo il fulmine e il tuono, considerati divinità delle Ande e ritenuti in collegamento diretto con Madre Terra. Gli stregoni, oltre a dirigere le cerimonie religiose, erano anche guaritori.